# 直接责任和间接责任
直接责任是间接责任的对称。直接责任和间接责任是法学术语，在中国也是纪律检查术语（参看：领导责任）。
在法律上，间接责任是指一个实体为侵犯他人权利（特别是知识产权）提供便利，但没有从侵权中获得利益而承担的法律责任。